# Griposia pinkeri
Griposia pinkeri is een vlinder uit de familie uilen (Noctuidae). De wetenschappelijke naam is voor het eerst geldig gepubliceerd in 1973 door Kobes.
De soort komt voor in Europa.